# Moana (película de 2016)
Moana (titulada Moana: Un mar de aventuras en Hispanoamérica, y Vaiana en Europa) es una película de animación por computadora de Walt Disney Animation Studios que se estrenó el 23 de noviembre de 2016 en Estados Unidos.
La película presenta a Auli'i Cravalho como la voz de Moana y también presenta las voces de conjunto de Dwayne Johnson, Rachel House, Temuera Morrison, Jemaine Clement, Nicole Scherzinger y Alan Tudyk. La película presenta canciones originales escritas por Lin-Manuel Miranda, Opetaia Foa'i y Mark Mancina, y una partitura orquestal también compuesta por Mancina. Cuenta la historia de Moana, la obstinada hija de un jefe de un pueblo ubicado en la antigua Polinesia, que es elegida por el mismo océano para reunir una reliquia mística con la diosa Te Fiti. Cuando una plaga azota su isla, Moana zarpa en busca de Maui, un semidiós legendario, con la esperanza de devolver la reliquia a Te Fiti y salvar a su pueblo. La trama es original, pero se inspira en los mitos polinesios.
Moana se estrenó durante el AFI Fest en El Capitan Theatre de Los Ángeles el 14 de noviembre de 2016 y se estrenó en cines en los Estados Unidos el 23 de noviembre. La película recibió críticas positivas de los críticos, quienes elogiaron particularmente su animación, música, voz y actuaciones. La película recaudó más de 645 millones de dólares en todo el mundo. Junto con Zootopia, marcó la primera vez desde 2002 que Walt Disney Animation Studios estrenó dos largometrajes en el mismo año, después de Lilo & Stitch y Treasure Planet. En la 89.ª edición de los Premios de la Academia, la película recibió dos nominaciones a Mejor Película Animada y Mejor Canción Original ("How Far I'll Go").

## Argumento
Hace mil años, en la isla de Motunui, en Polinesia, los habitantes adoran a la diosa Te Fiti, quien trajo vida al océano usando una piedra pounamu como su corazón y la fuente de su poder. Maui, el semidiós que cambia de forma del viento y el mar y maestro de la navegación, roba el corazón para darle a la humanidad el poder de la creación. Sin embargo, Te Fiti se desintegra, y Maui es atacado por otro ser que busca el corazón, Te Kā, un demonio volcánico. Pierde tanto su mágico anzuelo gigante como el corazón en las profundidades del mar.
Mil años después, el océano elige a la pequeña Moana, hija del jefe de Motunui, Tui, para devolverle el corazón a Te Fiti. Tui lleva a Moana de regreso a la orilla, lo que hace que pierda el corazón. Tui y Sina, la madre de Moana, intentan mantenerla alejada del océano para prepararla para convertirse en la jefa de la isla. Dieciséis años después, una plaga azota la isla, matando la vegetación y reduciendo la captura de peces. Moana sugiere ir más allá del arrecife de la isla para encontrar más peces y averiguar qué está sucediendo, pero Tui lo prohíbe. Moana intenta conquistar el arrecife, pero es dominada por las mareas y naufraga de regreso a Motunui con Pua el cerdo.
La abuela de Moana, Tala, le muestra una cueva secreta de barcos, revelando que su gente eran viajeros hasta que Maui le robó el corazón a Te Fiti; el océano ya no estaba seguro sin él. Tala explica que la oscuridad de Te Kā está envenenando la isla, pero se puede curar si Moana encuentra a Maui y le hace restaurar el corazón de Te Fiti, que le da a Moana después de haberlo recuperado y haberlo guardado para ella. Tala cae fatalmente enferma y, en su lecho de muerte, le dice a Moana que debe partir para encontrar a Maui.
Zarpando en un camakau desde la caverna, Moana queda atrapada en un tifón y naufraga en una isla donde encuentra a Maui, quien se jacta de sus logros. Ella exige que Maui le devuelva el corazón, pero él se niega y la atrapa en una cueva. Ella escapa y se enfrenta a Maui, quien intenta deshacerse de ella fallando en el intento. Son atacados por Kokomora, piratas del coco, que buscan el corazón, pero Moana y Maui los burlan y consiguen escapar a duras penas. Moana se da cuenta de que Maui ya no es un héroe desde que robó el corazón y maldijo al mundo, intenta hacer un trato con el, diciendo que le ayudaba a buscar su anzuelo si él la ayudaba a regresar el corazón, también le pide que la enseñe a navegar, y aunque al principio Maui no quiere, termina aceptando, así que le enseña algunas técnicas como que el agua debe estar tibia para saber que van en la dirección correcta, Moana primero siente el agua fría pero después se calienta. Al final nota que era una broma de Maui, porque lo voltea a ver y lo mira haciendo pipí en el agua, y que esa era la razón de que el agua se calentara, algo que a Moana no le hace mucha gracia. A la mañana siguiente Moana y Maui llegan a Lalotai, el Reino de los Monstruos, de Tamatoa, un cangrejo de coco gigante. Mientras Moana distrae a Tamatoa, Maui recupera su anzuelo pero descubre que ya no puede controlar su cambio de forma. Tamatoa lo domina, pero el pensamiento rápido de Moana les permite escapar con el anzuelo. Maui revela que su primer tatuaje se lo ganó cuando sus padres mortales lo abandonaron cuando era un bebé, y los dioses, compadeciéndose de él, le otorgaron sus poderes. Después de que Moana lo tranquilice, Maui le enseña el arte de navegar, recupera el control de sus poderes y los dos se acercan más.
Llegan a la isla de Te Fiti solo para ser atacados por Te Kā. Moana se niega a dar marcha atrás, lo que da como resultado que el anzuelo de Maui se dañe gravemente. No dispuesto a perder su anzuelo en otro enfrentamiento con Te Kā, Maui abandona a Moana, quien entre lágrimas le pide al océano que encuentre a alguien más para restaurar el corazón y pierde la esperanza. El océano obliga y se lleva el corazón, pero el espíritu de Tala aparece, inspirando a Moana a encontrar su verdadera vocación. Ella recupera el corazón y navega de regreso para enfrentarse a Te Kā. Maui regresa, después de haber cambiado de opinión, y le da tiempo a Moana para llegar a Te Fiti luchando contra Te Kā, destruyendo su anzuelo en el proceso. Moana descubre que Te Fiti ha desaparecido y se da cuenta de que Te Kā es Te Fiti, corrompido sin su corazón. Moana le dice al océano que despeje un camino, lo que le permite devolver el corazón de Te Fiti, y la diosa restaurada cura el océano y las islas de la plaga. Maui se disculpa con Te Fiti, quien restaura su anzuelo y le da a Moana un nuevo bote antes de caer en un sueño profundo y convertirse en una montaña.
Moana se despide de Te Fiti y regresa a casa donde se reúne con sus padres. Ella asume su papel de jefa y guía, liderando a su gente mientras reanudan el viaje.
En una escena posterior a los créditos, Tamatoa, todavía de espaldas, se dirige a la audiencia, quejándose de que nadie le ayuda a levantarse.

## Producción y desarrollo

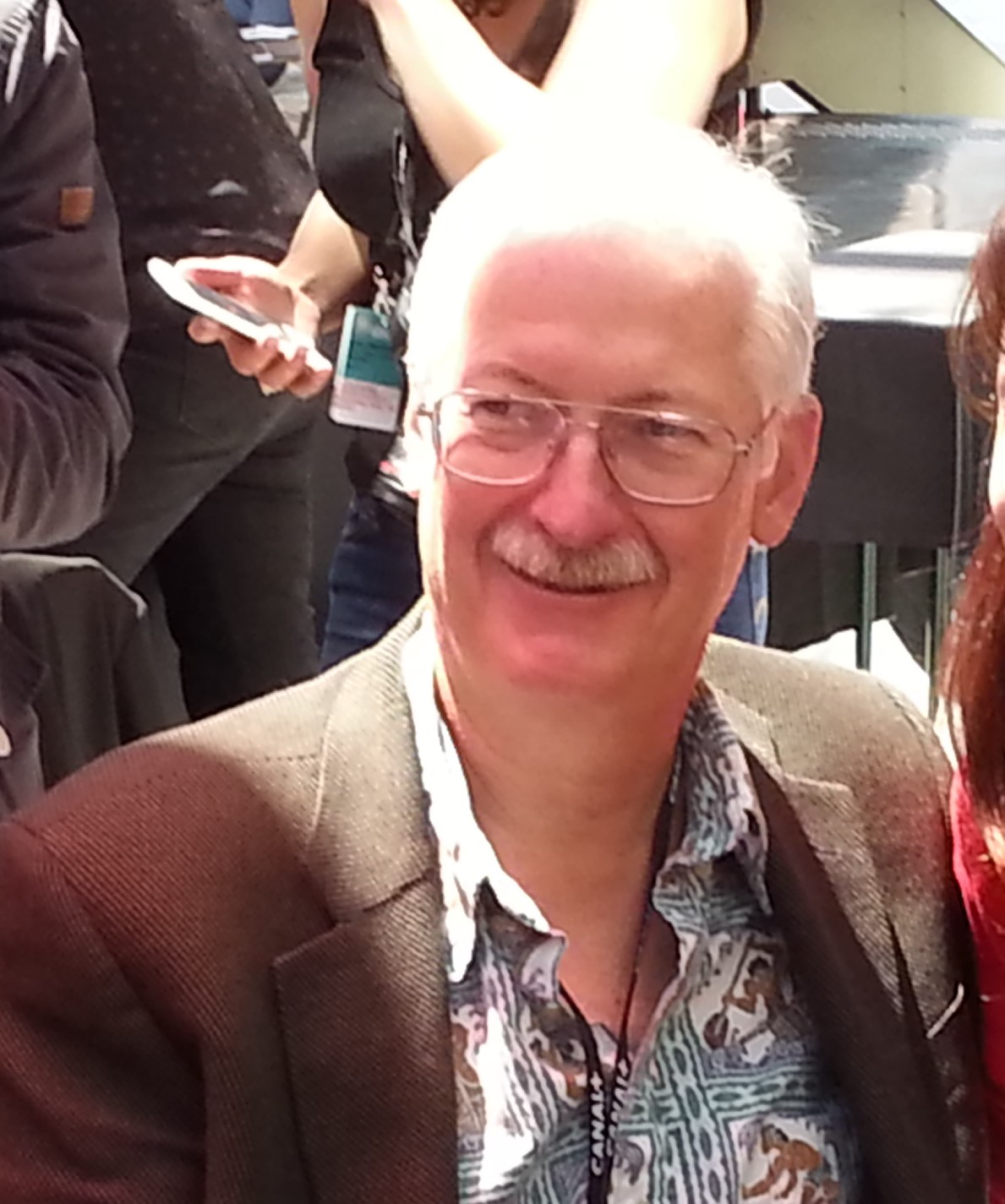
John Musker en el Festival Internacional de Cine de Animación de Annecy 2016

Después de dirigir The Princess and the Frog, Musker y Clements comenzaron a trabajar en una adaptación de la novela Mort de Terry Pratchett, pero los problemas de derechos les impedían continuar con ese proyecto. Para evitar problemas similares, expusieron tres nuevas ideas y en 2011 comenzó el desarrollo de la película basada en una idea original.
Moana es la primera película totalmente animada por computadora de Musker y Clements. Aunque se rumoreaba inicialmente para ser realizado en técnica de animación dibujado a mano/animación por ordenador similar al cortometraje de Disney Paperman, Musker dijo que es "demasiado pronto para aplicar la técnica híbrida de Paperman a una función; la interfaz todavía tiene una gran cantidad de problemas de producción (incluyendo el color) que necesitan ser perfeccionados". De acuerdo con Musker, la idea de una película de animación situado en el Pacífico Sur fue a la vez intrigante para él, y John Lasseter. Después de lanzar la idea, un equipo fue enviado al Pacífico Sur para un viaje de investigación de dos semanas. En durante el cual, se reunieron con jefes, navegantes, expertos y nativos para reunir la comprensión de la cultura. El siguiente viaje de investigación involucró a los equipos de animación y música. Para asegurar la precisión cultural, el estudio creó lo que se denominó la "Oceanic Story Trust". El grupo estaba formado por antropólogos, profesionales de la cultura, historiadores, lingüistas y coreógrafos de islas, incluyendo Samoa, Tahití, Mo'orea, y Fiyi. La confianza sirve como consultores para los realizadores, y jugó un papel importante en el desarrollo de todos los aspectos de la película.
Durante su investigación, los realizadores se enteraron de que los viajes de exploración a través del Pacífico Sur cesaron durante mil años. Alrededor de dos mil años en el pasado, comenzaron una vez más, pero la razón para el período de calma nunca ha sido definitivamente confirmada, dado el estado oral de la cultura. Moana está destinado a actuar como interpretación de Disney de una explicación.
El 20 de octubre de 2014, Disney anunció que la fecha de lanzamiento de Moana sería finales de 2016. En noviembre de 2014, Dwayne Johnson fue anunciado para interpretar al semidiós Maui que se une a Moana en su viaje. El 7 de octubre de 2015, Walt Disney Animation Studios lanzó un video anunciando el lanzamiento debut como actriz de voz de Auli'i Cravalho, nativa de Hawái, quien hará el papel oficial de Moana. La grabación de la película el diálogo se completó el 16 de julio de 2016.

## Reparto
| Personaje           | Actor original     |
| ------------------- | ------------------ |
| Moana / Vaiana      | Auli'i Cravalho    |
| Maui                | Dwayne Johnson     |
| Abuela Tala         | Rachel House       |
| Jefe Tui            | Temuera Morrison   |
| Sina                | Nicole Scherzinger |
| Tamatoa             | Jemaine Clement    |
| Moana / Vaiana bebé | Louise Bush        |
| Moana / Vaiana niña | Louise Bush        |
| Hei Hei             | Alan Tudyk         |
| Voz cantante        | Lin-Manuel Miranda |

## Problemas en Europa con el título original
La película se titula Vaiana en España, Francia, Portugal, Alemania, Países Bajos, Bélgica, Dinamarca, Noruega, Suecia, Islandia, Finlandia, Estonia, Lituania, Letonia, Polonia, Hungría, República Checa, Eslovaquia, Eslovenia, Croacia, Serbia, Bulgaria, Grecia, Rumania y Ucrania, ya que «Moana» es una marca registrada en dichos países, específicamente, una línea de la marca de cosméticos Casa Margot.
En Italia la película se tituló Oceania, ya que la productora Disney consideró inaceptable que en los buscadores web el nombre «Moana» arrojase entre los resultados principales información sobre la fallecida actriz pornográfica, presentadora y modelo italiana Anna Moana Rosa Pozzi.

## Recepción

### Taquilla
La película recaudó $56.631.401 en su primer fin de semana en Estados Unidos y $17.177.794 en otros territorios para un total de $74.349.195 mundialmente.
Hasta el final de sus tiempo en taquilla, la película recaudó $248.757.044 en la taquilla estadounidense y $394.574.067 en la taquilla extranjera, recaudando así un total de $643.331.111, situándose en el puesto #114 y #117 de las películas más taquilleras de Estados Unidos y del mundo respectivamente.
Es la duodécima película con la mayor recaudación del 2016. Además es la sexta película más taquillera de Walt Disney Animation Studios.

### Crítica
La película recibió reseñas positivas de parte de la crítica y de la audiencia. En el portal de internet Rotten Tomatoes, la película posee una aprobación de 96%, basada en 239 reseñas, con una puntuación de 7.8/10 por parte de la crítica, mientras que de parte de la audiencia tiene una aprobación de 89% basada en sesenta y siete mil ciento veintidós votos y con una puntuación de 4.2/5.
La página Metacritic le ha dado a la película una puntuación de 81 de 100, basada en cuarenta y cuatro reseñas, indicando "aclamación universal". 
Las audiencias de CinemaScore le han dado una puntuación de "A" en una escala de A+ a F, mientras que en el sitio IMDb los usuarios le han dado una puntuación de 7.6/10, con base en más de ciento setenta mil votos. En FilmAffinity ha recibido una calificación de 6.9/10, basada en más de trece mil votos.

## Otros medios

### Secuela
En febrero de 2024, se anunció que se estrenará una secuela el 27 de noviembre de ese mismo año, dirigida por Dave Derrick Jr. También se estrenó un primer vistazo de 16 segundos a la película. Se anunció originalmente en diciembre de 2020 como una serie de televisión para Disney+ antes de ser remodelado en un largometraje con estreno en cines.

### Adaptación de acción real
En abril de 2023, se anunció una adaptación a acción real que será protagonizada por Dwayne Johnson repitiendo el papel de Maui, además de servir como productor de la película.
La película fue inicialmente prevista para ser estrenada el 27 de junio de 2025, pero se retrasó hasta el 10 de julio de 2026 debido al lanzamiento de Moana 2 el año previo.
El 12 de junio de 2024, se anunció que Catherine Laga‘aia fue elegida como el personaje titular. El reparto adicional incluye a John Tui como Jefe Tui, Frankie Adams como Sina, y Rena Owen como Abuela Tala.